# Β-sitosterolo
Il β-sitosterolo è un fitosterolo largamente diffuso nel regno vegetale, presente in Nigella sativa, pecan, Serenoa repens, avocadi, zucchine, Pygeum africanum, anacardi, germe di grano, olio di semi di mais, semi di soia, specie appartenenti al genere Hippophae, bacche di goji, Wrightia tinctoria e altri.

## Significato in medicina
Dosi significative di sitosteroli aumentano notevolmente l'incidenza di coronaropatie.
È stato studiato per il trattamento dell'iperplasia prostatica benigna, senza tuttavia dimostrare un'efficacia superiore al placebo, e dell'ipercolesterolemia.